# Немурелла обыкновенная
Немурелла обыкновенная (лат. Nemurella pictetii) — вид веснянок из семейства немуриды. Единственный представитель рода Nemurella.

## Описание
Изменчивый по окраске и размерам вид. Длина тела имаго от 5 до 10 мм. Самки крупнее самцов. Субгенительная пластинка у самцов в основании расширена, к вершине суживается постепенно. Парапрокты имеют с узкими и острые внутренние лопасти. Внешняя лопасть в густых волосках. Длина личинок от 7 до 9 мм.

## Биология
Личинки развиваются как в стоячих водоемах так и водотоках, питаются детритом и биоплёнками водорослей на камнях. В течение года развивается от одного до трёх поколений. Некоторые авторы указывают на возможность двухлетней генерации. Имаго летают с апреля по ноября. Продолжительность развития на стадии яйца при температурах 8-17°С составляляет в среднем 21 день. Личинки являются кормом для рыб: хариуса, ерша и окуня.

## Генетика
Кариотип этого вида состоит из 11 пар аутосом и X-половой хромосомы. Y-хромосома не обнаружена. Размер ядерного генома 257 миллионов пар оснований (мегабаз). Длина митохондриального генома — 16 тыс. пар оснований.

## Распространение
Встречается Европе, Сибири до Забайкалья и Монголии